# Dunkel (Roman)
Dunkel ist ein 1999 erstmals erschienener Horror-Roman des deutschen Autors Wolfgang Hohlbein, in dem er das Thema des Vampirs verwendet, welches er später auch noch in weiteren Werken wie seiner Chronik der Unsterblichen behandelte.

## Handlung
Der Fotograf Jan Feller erleidet auf der Toilette des Cinedom-Kinos in Köln einen Herzanfall. Aufgrund einer irrationalen Angst vor einem mysteriösen Schatten (von dem ihm schon sein Vater erzählt hatte) verlässt er das Krankenhaus vorzeitig und gerät fortan von einer gefährlichen Situation in die nächste. Von der ihm bis dahin unbekannten Vera wird er vor einer nahenden Straßenbahn gerettet. Bald darauf zieht diese bei ihm und seiner Freundin Katrin ein. Nach und nach nimmt die attraktive Herumtreiberin immer mehr Einfluss auf sein Leben, wobei sie sich unter anderem mit Katrin anfreundet.
Jan misstraut Vera, ist er sich doch nicht sicher, ob sie für den Tod einiger mit ihm in Kontakt stehender Personen – darunter auch sein eigener Bruder – verantwortlich ist. Dennoch kommt es nach einigen Verwirrungen zwischen ihm und Vera zu einer sexuellen Begegnung. Zu spät erkennt Jan, dass Vera ein Vampir ist, und dass er selbst durch den Geschlechtsakt nun auch zu einem wird. Die mit dieser Wandlung einhergehenden neuen Kräfte benötigt er aber für den Kampf gegen seinen als Schatten auftretenden Gegner. Der entpuppt sich als Veras ehemaliger Gefährte Vladimir Țepeș, besser bekannt als Dracula.
Jan kann Dracula letztlich besiegen und töten, nachdem dieser Katrin in die Katakomben unterhalb der Stadt entführt hat. Die Freude über seinen Sieg ist allerdings nicht von langer Dauer; Vera tritt auf den Plan und enthüllt, dass sie das Duell eingefädelt hat, um sein Potential als neuer Gefährte zu erproben. Sie tötet Katrin beiläufig und lockt den vorerst hilflos auf Rache sinnenden Jan mit ihren sexuellen Anziehungskräften in ihre Arme. Noch während sie sich vereinigen, schmiedet ein Teil von ihm bereits Pläne, um sich zu einem späteren Zeitpunkt in seinem nun unsterblichen Dasein für den Tod seiner Liebsten zu rächen.

## Hintergrund
Wie viele Hohlbein-Romane hat auch dieser kein Happy End und lässt die zentrale Figur in einer neuen, beängstigenden und scheinbar aussichtslosen Situation zurück. Besondere Parallelen sind zum 1997 erschienen Wolfsherz zu erkennen, in dem sich eine ähnliche Handlung auf der Basis des Werwolf-Mythos entwickelt.
Die gesamte Handlung des Romans spielt sich in Hohlbeins Wahlheimat Neuss ab.

### Fortsetzung
Für Dunkel war eine die Handlung um Jan Feller weiterspinnende Fortsetzung namens Orkus in Planung, für die sogar schon ein Cover-Entwurf existierte. Hohlbein verwarf diesen Plan jedoch vorerst und entwickelte aus dem bereits verfassten Material den Roman Anubis, der 2005 erschien.

### Die Vampire
Mit Vlad Ţepeş, bekannt als Dracula, verwendete Hohlbein eine der bekanntesten Romanfiguren des 20. Jahrhunderts. Dieser tritt, wie auch die anderen Vampire, in einer modernen Fassung auf. Sonnenlicht und Knoblauch wirken nicht mehr tödlich auf ihn. Silber hingegen ist in der Lage, diesen Vampiren Wunden zuzufügen. Sie ernähren sich von der Lebenskraft der Menschen. Diese rauben sie ihnen, indem sie sich als Schatten der Körper der Menschen bemächtigen. Damit hat auch das klassische Bild des aus dem Hals des Opfers Blut saugenden Vampirs ein Ende.
Vlad Ţepeş taucht auch in der Chronik der Unsterblichen auf. Es handelt sich allerdings um zwei verschiedene Figuren, die nur den Ursprung in der Sage des brutalen Grafen Vlad Drăculea gemein haben.

## Ausgaben
- Hohlbein, Wolfgang: Dunkel Weltbild, Mai 1999, ISBN 3-8289-6848-1
- Hohlbein, Wolfgang: Dunkel Lübbe, Februar 2001, ISBN 3-404-14478-3 (5. Auflage)